# Кудрявцев Григорій Іванович
Григорій Іванович Кудрявцев (1905, місто Воронеж, тепер Російська Федерація — 1959, місто Москва) — радянський діяч органів держбезпеки, начальник УНКВС по Новосибірській області. Депутат Верховної Ради СРСР 1-го скликання (1941—1946).

## Біографія
Народився в родині прачки, виростав без батька. У 1918 році закінчив три класи церковноприходської школи в місті Новочеркаську.
У травні 1919 — вересні 1922 року — учень слюсаря на Державному заводі імені Нікольського в Новочеркаську.
У вересні 1922 — грудні 1926 року — слюсар на Харківському паровозобудівному заводі.
У грудні 1926 — серпні 1937 року — машиніст цеху, секретар цехового партійного комітету на металургійному заводі імені Петровського в місті Дніпропетровську.
Член ВКП(б) з квітня 1929 року.
У 1933 році закінчив три курси робітничого факультету при Дніпропетровському інституті інженерів транспорту. У 1935 році закінчив перший курс Дніпропетровського металургійного технікуму.
У серпні 1937 — лютому 1938 року — 2-й секретар Красногвардійського районного комітету КП(б)У міста Дніпропетровська. У лютому — грудні 1938 року — 1-й секретар Красногвардійського районного комітету КП(б)У міста Дніпропетровська.
З грудня 1938 року служив у органах державної безпеки.
28 січня 1939 — 26 лютого 1941 року — начальник Управління НКВС по Новосибірській області. 26 лютого — квітень 1941 року — начальник Управління НКДБ по Новосибірській області.
6 вересня 1941 — 28 жовтня 1942 року — начальник розвідувального відділу НКВС Карело-Фінської РСР.
У жовтні 1942 — травні 1943 року — начальник контррозвідувального відділу Центрального штабу партизанського руху в Москві.
У червні 1943 — березні 1945 року — заступник начальника Управління НКДБ по Ростовській області.
У березні 1945 — березні 1946 року — помічник директора заводу № 60 міста Фрунзе Киргизької РСР.
З березня по липень 1946 року не працював через хворобу, проживав в Москві. У липні 1946 — серпні 1947 року — начальник відділу кадрів Головного управління збиральних машин Міністерства сільськогосподарського машинобудування СРСР.
У серпні 1947 — липні 1948 року — директор комбінату побутового обслуговування Куйбишевського району Москви. З липня по листопад 1948 року не працював.
У листопаді 1948 — вересні 1949 року — інспектор Головкоопторгу Центросоюзу СРСР. У вересні 1949 — січні 1951 року — товарознавець Головм'ясоптиці в Москві.
У лютому — квітні 1951 року — старший інспектор Головсільмашзбуту Міністерства сільськогосподарського машинобудування СРСР. З квітня по червень 1951 року не працював, проживав у Москві. У червні 1951 — квітні 1952 року — заступник керуючого тресту «Енергокольормет». З квітня по липень 1952 року не працював, проживав у Москві.
У липні 1952 — січні 1953 року — директор фабрики головних уборів у Москві.
У лютому — травні 1953 року — старший майстер-оформлювач декоративно-оформлювальної майстерні «Мособлхудожник» на ВДНГ у Москві. З травня 1953 року — старший майстер-оформлювач декоративно-оформлювальної майстерні «Мособлхудожфонд» у Москві.
Помер у 1959 році в Москві.

## Звання
- капітан державної безпеки (21.02.1939)
- майор державної безпеки (30.04.1939)
- полковник державної безпеки (7.04.1943)

## Нагороди
- орден Червоної Зірки (26.04.1940)
- орден «Знак Пошани» (20.09.1943)
- медалі